# Opération Turquoise
Opération Turquoise (deutsch auch Operation Türkis) war die Bezeichnung einer vom 23. Juni bis 21. August 1994 andauernden militärischen Mission Frankreichs während des Völkermordes in Ruanda. Sie basierte auf einem Vorschlag des französischen Außenministers Alain Juppé an den UN-Sicherheitsrat vom 15. Juni 1994. Der Einsatz erhielt durch die UN-Resolution 929, die am 22. Juni 1994 mit zehn Ja-Stimmen und fünf Enthaltungen vom Sicherheitsrat der Vereinten Nationen angenommen wurde, ein Mandat als friedenserzwingende Intervention nach Kapitel VII der UN-Charta. Das durch die Resolution legitimierte Ziel der Mission war es, den Schutz und die Sicherheit von Vertriebenen, Flüchtlingen und gefährdeten Zivilisten in Ruanda zu gewährleisten sowie die Verteilung von Hilfsgütern abzusichern und zu unterstützen.

## Vorbereitung und Durchführung

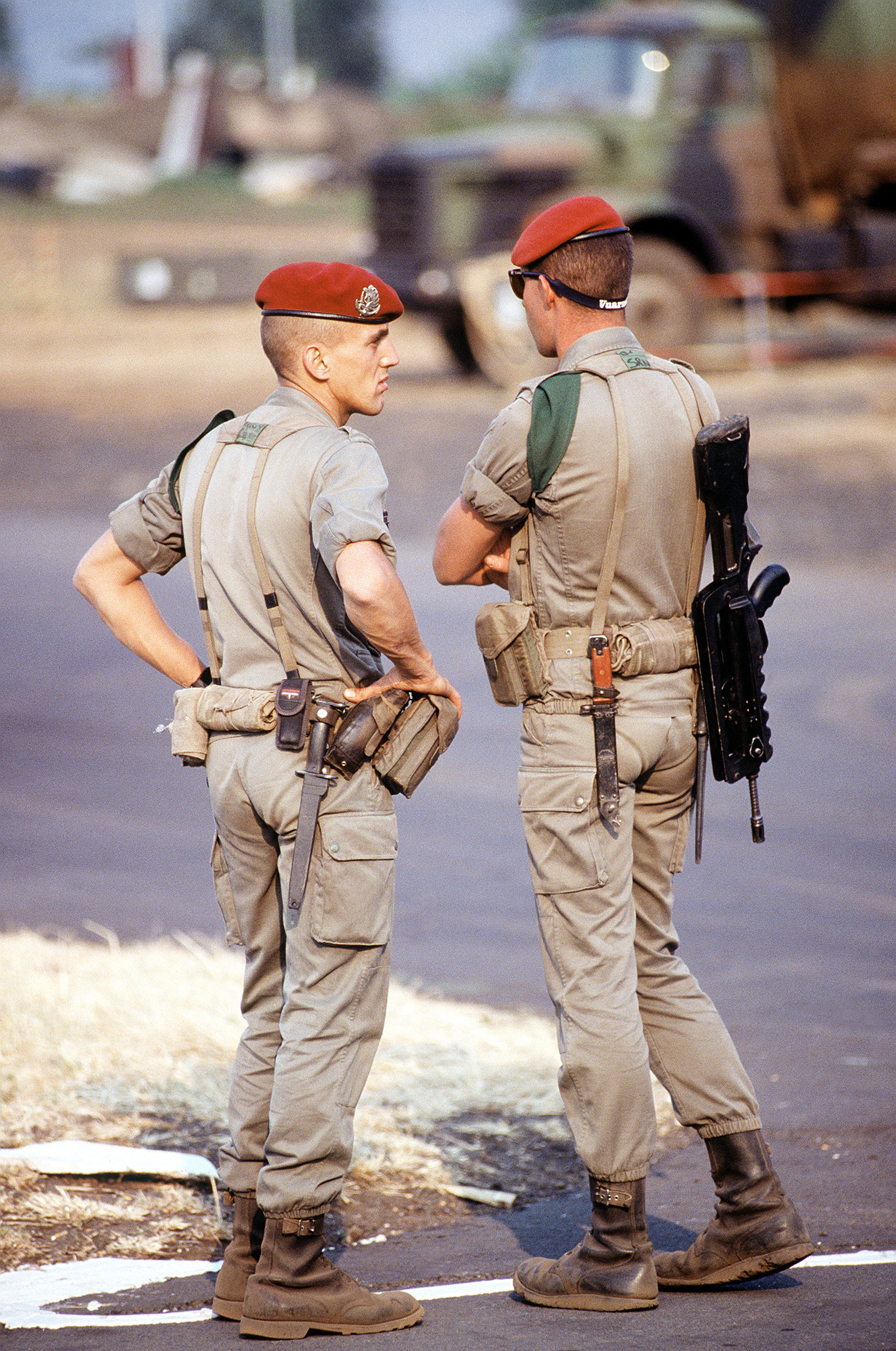
Französische Soldaten im August 1994 während der Opération Turquoise

Die Vorbereitungen für die Opération Turquoise begannen bereits am 19. Juni 1994, und damit schon drei Tage vor Verabschiedung der Resolution 929, mit der Verlegung von etwa 3.000 Soldaten nach Goma und Bukavu in das an Ruanda grenzende Zaire, die heutige Demokratische Republik Kongo. Von dort wurden die Truppen ab dem 23. Juni in der Region um die Städte Cyangugu, Kibuye und Gikongoro im Südwesten Ruandas stationiert. Hier kam es zur Einrichtung einer so genannten sicheren humanitären Zone (franz. Zones Humanitaires Sures, ZHS), die durch spätere Erweiterungen etwa 20 Prozent der Fläche Ruandas umfasste. Während die Zahl der Flüchtlinge und vertriebenen Personen zu Beginn auf etwa 250.000 in der Region um Gikongoro und weitere 100.000 in den Regionen um Cyangugu und Kibuye geschätzt wurde, stieg sie im weiteren Verlauf auf etwa 1,7 Millionen Menschen, davon 600.000 in Gikongoro, 800.000 in Cyangugu und 300.000 in Kibuye. Die Interventionstruppen übernahmen innerhalb der ZHS vorrangig die Versorgung und Unterbringung dieser Menschen.
Die Streitkräfte wurden vorwiegend von Frankreich mit einem Kontingent von 2.555 Soldaten gestellt. Darüber hinaus beteiligten sich sieben afrikanische Staaten an der Mission, und zwar Senegal (243), Tschad (132), Niger (43), Republik Kongo (40), Guinea-Bissau (35), Mauretanien (10) und Ägypten (7). Insgesamt waren also 3.065 Soldaten im Einsatz. Zur technischen Ausstattung gehörten unter anderem 100 Transportpanzer, zehn Helikopter, eine Batterie von 120-mm-Mörsergeschützen, vier Jagdbomber vom Typ SEPECAT Jaguar sowie acht Mirage-Jagdflugzeuge für Aufklärungszwecke.
Die tatsächlichen Motive Frankreichs sind umstritten. Frankreich hatte vor Beginn des Völkermordes enge politische und wirtschaftliche Beziehungen zur Regierung von Juvénal Habyarimana, dem Präsidenten von Ruanda bis zu seinem Tod am 6. April 1994 infolge eines Flugzeugabsturzes. Die Interventionstruppen unterließen es aufgrund des beschränkten Mandates nahezu vollständig, die Einheiten der Regierungsarmee RGF sowie der mit ihr verbündeten Hutu-Milizen, der Interahamwe und Impuzamugambi, zu entwaffnen und am Vordringen in die ZHS zu hindern. Ein effektiver Schutz der in die ZHS geflohenen Menschen vor der Ermordung durch Hutu-Extremisten war damit zumindest in Bereichen, in denen die Interventionstruppen nicht unmittelbar vor Ort waren, nicht gegeben. Es kam mehrfach zu Zusammenstößen zwischen der Rebellenarmee RPF und den französischen Streitkräften. Diese trugen mit dazu bei, dass die RPF der Opération Turquoise ablehnend gegenüberstand, da sie deren Neutralität in Frage stellte und eine Unterstützung der RGF durch die französische Armee befürchtete. Auf der anderen Seite gilt es als wahrscheinlich, dass durch die Intervention eine größere Massenflucht von Ruanda nach Zaire verhindert wurde, die das Nachbarland Ruandas und damit die gesamte Region destabilisiert hätte.
Entsprechend der UN-Resolution 929 endete die Opération Turquoise nach zwei Monaten mit dem Rückzug der Interventionstruppen am 21. August 1994. Sie wurde von ausgeweiteten United Nations Assistance Mission for Rwanda (UNAMIR) abgelöst, deren Mandat mit der UN-Resolution 925 unter dem Namen UNAMIR II in eine Mission nach Kapitel VII der Charta der Vereinten Nationen umgewandelt worden war. Diese hatte allerdings mit deutlicher Verzögerung begonnen.

### Beteiligte Einheiten
Folgende Einheiten beteiligten sich an der Mission:
- Elemente der 13e demi-brigade de Légion étrangère, des 2e régiment étranger d'infanterie, des 2e régiment étranger de parachutistes et des 6e régiment étranger de génie.
- Die Hälfte des Régiment d'infanterie-chars de marine.
- Elemente der 2. Batterie des 35e régiment d'artillerie parachutiste.
- Die 1. Kompanie des 3e régiment d'infanterie de marine
- Die 3. Batterie des 11e régiment d'artillerie de marine
- Eine Transport- und Nachschub-Abteilung der 9e brigade légère blindée de marine aus Nantes.
- 150 Soldaten der Spezialkräfte des Commandement des opérations spéciales
- dazu Sanitätskräfte, Heeresflieger, Luftwaffen- und Unterstützungseinheiten

## Auswirkungen
Die Auswirkungen der Opération Turquoise sind aufgrund widersprüchlicher Darstellungen teilweise noch nicht vollständig aufgeklärt. Der Einsatz soll direkt das Leben von etwa 13.000 bis 14.000 unmittelbar bedrohten Menschen, vorwiegend Tutsi, gerettet haben, wobei die Angaben der französischen Armee mit 80.000 bis 100.000 Menschen deutlich über dieser Schätzung liegen. Darüber hinaus erhöhte sich durch den Einsatz die Sicherheit in den Regionen der ZHS, so dass verstärkte Aktivitäten von humanitären Hilfsorganisationen für die betroffenen Menschen möglich wurden.
Von Seiten der RPF und aufgrund von Zeugenaussagen gibt es allerdings auch Vorwürfe, dass sich französische Soldaten direkt und indirekt an Aktionen der RGF und der Hutu-Milizen gegen Tutsi beteiligt hätten. Auch gilt es als wahrscheinlich, dass durch die Opération Turquoise einer größeren Zahl Personen die Flucht ermöglicht wurde, die für den Völkermord mitverantwortlich waren. Der Hauptgrund dafür war die Unterzeichnung eines gegenseitigen Nichtangriffsabkommens zwischen der RPF und den Interventionstruppen am 6. Juli 1994. Die RPF verzichtete damit aus humanitären Gründen für die Dauer des Einsatzes auf ein Vordringen in die durch die ZHS geschützten Regionen. Ein unmittelbar nach dem Ende der Opération Turquoise folgender Vormarsch der RPF in die ZHS löste anschließend jedoch Fluchtbewegungen in größerem Umfang aus.

## Bewertung und Kritik
Hinsichtlich der Erfüllung ihres Mandats wird die Opération Turquoise meist als zumindest teilweise erfolgreich eingeschätzt.
Viele Hilfsorganisationen bewerteten den Einsatz Frankreichs anfangs skeptisch, weigerten sich sogar in der französischen Schutzzone zu arbeiten, die spätere Bewertung fiel dann aber auch positiv aus, da die Schutzzone auch dazu beigetragen hat, Menschenleben zu retten und die Präsenz der Soldaten dazu geführt hatte, dass Menschenleben nicht mehr in Gefahr gerieten.
Weiterhin ist es den französischen Soldaten gelungen von der Ermordung bedrohte Angehörige der Tutsi-Minderheit aus Lagern zu evakuieren und durch ihre Präsenz dem fortdauernden Völkermord in Ruanda entgegenzuwirken.
Sowohl die Opération Turquoise als auch die spätere Verstärkung von UNAMIR zu UNAMIR II erfolgten aber auch viel zu spät und konnte den Völkermord deswegen nicht verhindern, auch wenn sie effektiv Menschenleben gerettet hat.
Weiterhin wird kritisiert, dass die Mission damals vor allem der fliehenden Hutu-Mehrheit dienlich war, unter denen sich auch zahlreiche Täter befunden haben, die man in den Kongo entkommen habe lassen, die Soldaten hätten bei Massakern zugesehen und sie hätten die fliehenden Täter sogar mit Waffen versorgt.
Die ruandische Regierung unter Paul Kagame beurteilte den französischen Einsatz deutlich negativ, da in der sogenannten sicheren humanitären Zone zwar tatsächlich Tutsi gerettet wurden, dennoch auch Menschen ermordet wurden und der französische Einsatz dem Hutu-Regime in die Hände gespielt hatte. Andere Stimmen kritisieren, dass Frankreich mit der Mission von der vorherigen Unterstützung des Hutu-Regimes, und damit der späteren Völkermörder ablenken wollte. Dem gegenüber wird von anderen ruandischen Politikern, wie dem ehemaligen Außenminister Jean-Marie Vianney Ndagijimana aber auch betont, dass die Leistung der französischen Soldaten anerkannt werden müsse, die die Bevölkerung gerettet hätten, sodass die Überlebenden der „Zone Turquoise“ Lieder zum Lob der Franzosen komponiert und gesungen haben. Der Stimmungswechsel der ruandischen Regierung ging mutmaßlich mit französischen Ermittlungen gegen das Kagame-Regime einher.
In einer arte Reportage wurden Vorwürfe bekannt gemacht, französische Soldaten hätten während der Operation massenhaft ruandische Mädchen und Frauen vergewaltigt.

## Trivia
Dutzende von Babys, die in den letzten Wochen der französischen Herrschaft geboren wurden, trugen Namen wie Pacifique Turquoise, Ange Turquoise oder Mitterrand, der Name des damaligen französischen Präsidenten François Mitterrand.